# Карай, Рефик Халид
Рефик Халид Карай (тур.Refik Halit Karay;  14 мая 1888, Стамбул  — 18 июля 1965, там же) – турецкий писатель
,  публицист, сатирик
, юморист
, 
журналист, издатель, сценарист.
Окончил Стамбульский университет. Занимался 
издательством сатирических газет и журналов.
В своих рассказах обнажил жестокость, невежество и пошлость, царящие в провинциальных городках Турции. В некоторых произведениях автора заметны антиимпериалистические тенденции. Карай автор романов «Смотри, не обманывайся, не верь, не соблазняйся» (1915), «Горсточка вздора» (1939), а также сборников рассказов «Глоток воды» (1939), «Ссылка» (1941), «Жалоба богу» (1944), «Ключ» (1947), «Это наша жизнь» (1950) и др.

## Избранные публикации
- İstanbul'un iç yüzü ( 1920)
- Yezidin Kızı (1939)
- Çete (1940)
- Nilgün (1950–1952)
- Bugünün Saraylısı (1954)
- Memleket Hikayeleri (1919)
- Gurbet Hikayeleri (1940)